# Aristolochia cremersii
Aristolochia cremersii là một loài thực vật có hoa trong họ Aristolochiaceae. Loài này được Poncy mô tả khoa học đầu tiên năm 1988.